# Bracelet du sexe
 (juillet 2020).
Améliorez-le ou discutez des points à vérifier. 

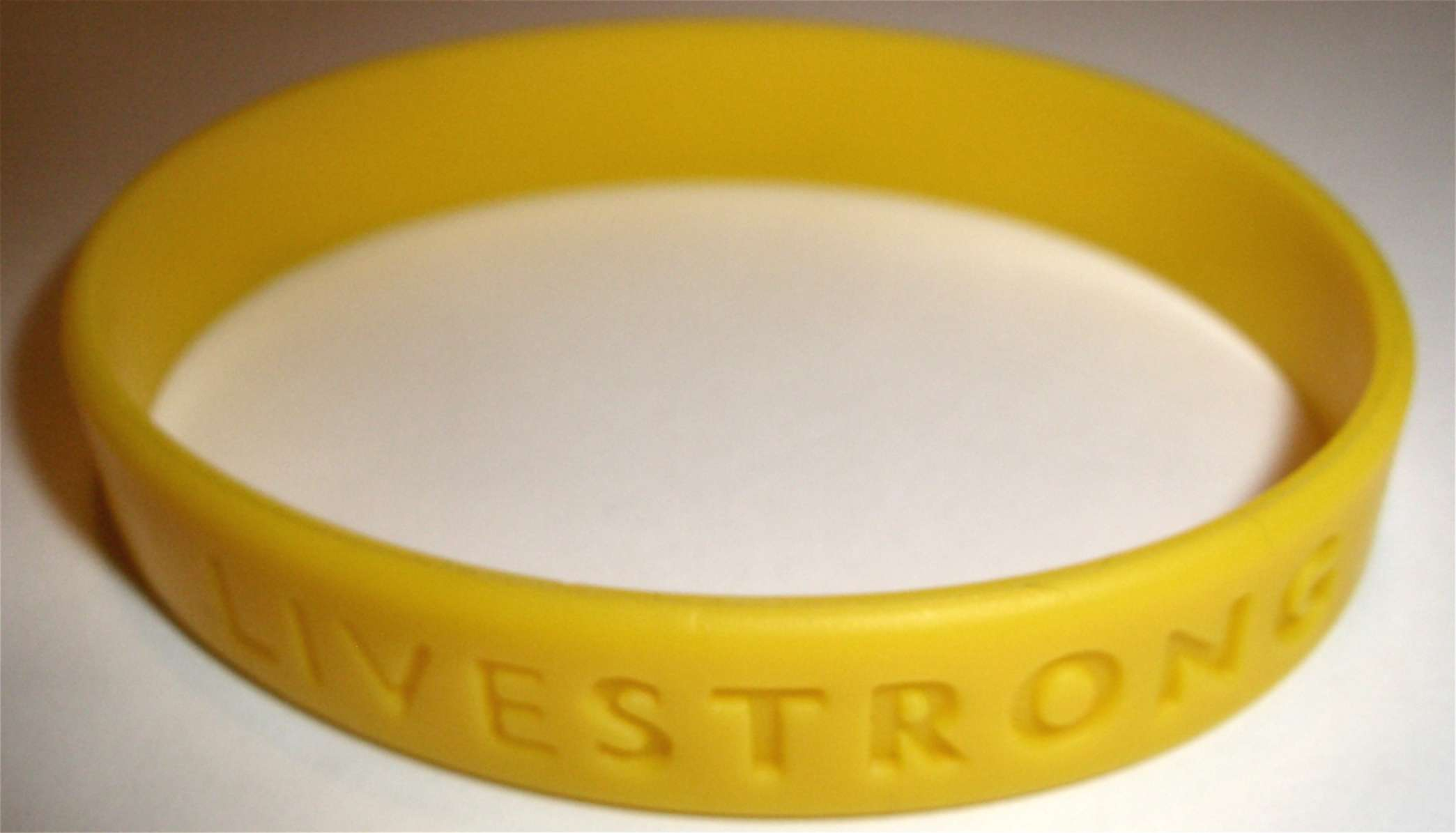
Bracelet jaune.

Les bracelets du sexe sont un jeu de bracelets en silicone d'une variété de couleurs, soit une douzaine de bracelets pouvant être portée sur chaque poignet selon les règles du jeu. Il est particulièrement populaire au Brésil. À sa création, le jeu était nommé « les bracelets de l'amitié » avant de voir son usage modifié.

## Règle du jeu
Le jeu réfère une fille et un garçon. Si l'un d'eux se fait arracher l'un de ses bracelets, il est obligé de faire ce que le code des couleurs des bracelets prévoit pour la couleur du bracelet arraché (selon le code du bracelet, il doit accorder une faveur à celui qui le lui a retiré).

### Code des bracelets
- Jaune : un baiser
- Rose : montrer ses seins
- Orange : mordre avec douceur
- Violet : embrasser avec la langue
- Rouge : faire une danse érotique
- Vert : faire un suçon
- Blanc : la fille décide
- Bleu : la fille pratique une fellation
- Rose clair : le garçon pratique un cunnilingus
- Noir : acte sexuel
- Doré : toutes les actions précitées[1].

## Controverse
Les bracelets du sexe ont eu un impact considérable auprès des établissements brésiliens. « Le phénomène existe depuis des années au Royaume-Uni sous le nom de shag bands, mais depuis 2009 cette mode fait un ravage dans les collèges et les lycées brésiliens. »

Au Brésil, ce jeu a fait l'objet de nombreux scandales.

« La mairie de Rio de Janeiro a décidé, en 2010, de prendre les devants, en interdisant le port de ces bracelets dans toutes les écoles, collèges et lycées municipaux. Dans la foulée, le nouveau règlement interdit le port de la casquette et l’utilisation de téléphones portables et d’appareils électroniques comme les MP3 en salle de classe. Un mélange de prohibition qui a pour objectif de dédramatiser le thème de bracelet, tout en n'affrontant pas le véritable débat, celui de l’éducation sexuelle, qui laisse souvent à désirer dans les établissements publics. Le Brésil est, à cause du climat de violence ou par ignorance, l’un des champions du monde des maternités précoces. »

## Consentement et risque
Ce jeu pose très sérieusement la question du consentement depuis le viol d'une fille de 13 ans par 3 garçons au Panama. Depuis ce drame, le port de ce genre de bracelet est interdit dans les établissements scolaires de la ville de Rio et la vente est interdite aux mineurs à Londrina.